# Пушкин, Андрей Никифорович
Андрей Никифорович Пушкин (1792 — 26 августа (7 сентября) 1831, под Варшавой) — русский военный деятель (полковник артиллерии) и писатель
.
Сын действительного статского советника Никифора Изотовича Пушкина и Евпраксии Аристарховны Кашкиной (ум. 1826). Получил хорошее домашнее воспитание и 23 октября (4 ноября) 1812 года поступил на службу юнкером в лейб-гвардии артиллерийскую бригаду. 13 (25) июня 1813 года был произведён в прапорщики с переводом в 30-ю конную роту 1-й запасной артиллерийской бригады и отправился в поход против французов. Был в сражениях 1813 года под Донау (29 сентября), при Дрездене, Магдебургом; за отличие в делах под Гамбургом, на острове Вильгельмсбург, при Бальведере, Оксенвердере и Морвердене (28 января (9 февраля) и 5 (17) февраля 1814 года) награждён был орденом Святой Анны 4-й степени, а за дела 9 (21) и 12 (24) февраля) — святого Владимира 4-й степени с бантом; в 1815 году состоял адъютантом при генерал-майоре Резвом, а затем — при главнокомандующем, генерал-фельдмаршале князе Барклай-де-Толли. Вернувшись с войсками в Россию, был 23 декабря 1815 года (4 января 1816) переведён в лейб-гвардии 1-ю артиллерийскую бригаду, будучи за три дня перед тем произведён в подпоручики; 13 (25) марта 1819 года был переведён в лейб-гвардии 2-ю артиллерийскую бригаду и был бригадным адъютантом; 1-го мая 1822 года получил чин капитана, командовал батарейными № 4 и № 3 ротами, а 28 октября (9 ноября) 1824 года вышел в отставку полковником.
Принятый вновь на службу с тем же чином 22 мая (3 июня) 1826 года, был определён в конно-артиллерийскую № 12 роту, в январе 1827 года был назначен в Артиллерийское отделение Военно-Учёного Комитета, в феврале откомандирован в Высочайше учреждённый Комитет по артиллерийской части (где был управляющим делами, а с 10 (22) февраля 1829 года — членом), в мае — прикомандирован к лейб-гвардии Конной артиллерии, в июне 1828 года, оставаясь при Комитете, назначен командующим лейб-гвардии Сводно-артиллерийскою бригадой, в январе 1829 года определён членом Комиссии для испытания образцовой артиллерии и, наконец, 14 (26) мая 1829 года — членом Комитета для составления Артиллерийского устава. За время командования своего различными частями артиллерии многократно в 1823—1829 годах получал выражения Высочайшего благоволения за примерный порядок и отличное устройство вверенных ему частей, а 8 (20) февраля 1829 года награждён был орденом Святой Анны 2-й степени. Во время Польской войны состоял командиром конно-артиллерийской № 14 роты, находился в походе и был убит при штурме Варшавы 26 августа (7 сентября) 1831 года (исключен из списков убитым в сражении против польских мятежников в приказе 27 сентября (9 октября) 1831 года).

## Литературная деятельность
В 1824 году А. Н. Пушкин за представленные им сочинения был избран членом-сотрудником Санкт-Петербургского Вольного общества любителей российской словесности, а вскоре и в действительные его члены; в журнале этого Общества — «Соревнователь просвещения и благотворения», он напечатал несколько статей, в том числе: «Взгляд на военное искусство древних, до изобретения огнестрельного оружия» (1823 г., ч. XXIV, стр. 57—85 и 169—201), «Краткие известия об образовании в Европе войск и об успехах огнестрельного искусства» (1824 г., ч. XXVI, стр. 77—119 и 241—278; отд. изд., С.-Пб. 1824 г.); «О Скифах (извлечено из разных сочинений)» (1824 г., ч. XXVIII, стр. 113—181); «О влиянии военных наук на образ войны в Европе» (1825 г., ч. XXX, стр. 225—298 и отд. изд. С.-Пб. 1826 г.); в «Сыне Отечества» 1826 г. (ч. CVІ—CVII) помещена его статья: «Взгляд на военное состояние Турецкой Империи»; в журнале «Невский Зритель» 1821 г. напечатаны: «Примечание на литье артиллерийских орудий» (ч. V, стр. 75—92 и 185—206) и «Краткие исторические известия об артиллерии. Извлечено из разных сочинений и журналов» (ч. VI, стр. 168—177 и 262—281), а в журнале «Славянин» 1828 года помещён его перевод «Взятие Карфагена. Из Карно» (ч. VII, № XXIX, стр. 86—92).
Отдельно изданы: «Взгляд на успехи словесности и изящных искусств на Западе» (s. l. et а.), «Вступление в искусство укрепления крепостей, по образцу французских сочинений составленное А. Пушкиным», С.-Пб. (около 1819 г., 4°, 53 стр.) и «Записки о военном укреплении для употребления полевых офицеров, составленные артиллерии полковником А. Пушкиным. Печатано по Высочайшему повелению», С.-Пб. 1827 (посвящение В. К. Михаилу Павловичу подписано: С.-Пб., 2-го декабря 1823 г.), в 2 частях и трех книгах (ч. I, кн. 1—6+VIII+2+273+2 стр., ч. I, кн. 2 —2+275—513+3 стр., ч. II, кн. 3—4+346+3 стр.), с атласом из XIII таблиц in-f°, гравированных чертежей (рец. — «Сев. Пчела» 1828 г., № 69); сочинение это в 1825 году было рассмотрено и одобрено Военно-учёным комитетом Главного штаба, который признал работу Пушкина «полезною, особенно для тех, кои, по незнанию иностранных языков, не могут пользоваться теми оригинальными книгами, из коих автор в книгу свою внёс всё, что наибольшего внимания заслуживает»; как видно из отзыва Комитета, Пушкин пользовался сочинениями Шасселу, Монталамбера, Мондора, Карно, Ронья, Марбо, эрцгерцога Карла и других писателей. Книга была напечатана на казённый счёт в количестве 600 экземпляров; Пушкин получил за неё (23 марта (4 апреля) 1827) бриллиантовый перстень от императора Николая.